# Luchthaven Boegoelma
Luchthaven Boegoelma (Russisch: Аэропорт Бугульма, Tataars: Bögelmä aeroportı) is een luchthaven in Tatarije, Rusland. Het is gelegen op 12 kilometer afstand van de stad Boegoelma. Het is een kleine luchthaven met verscheidene hangars. De luchthaven verzorgt weinig korte vluchten. De twee kilometer lange startbaan werd geplaatst in 2000/2001. Sindsdien hebben Westerse piloten toestemming nodig om te landen op deze baan; de luchthaven is sindsdien alleen Russisch.